# Hoeve Termoere

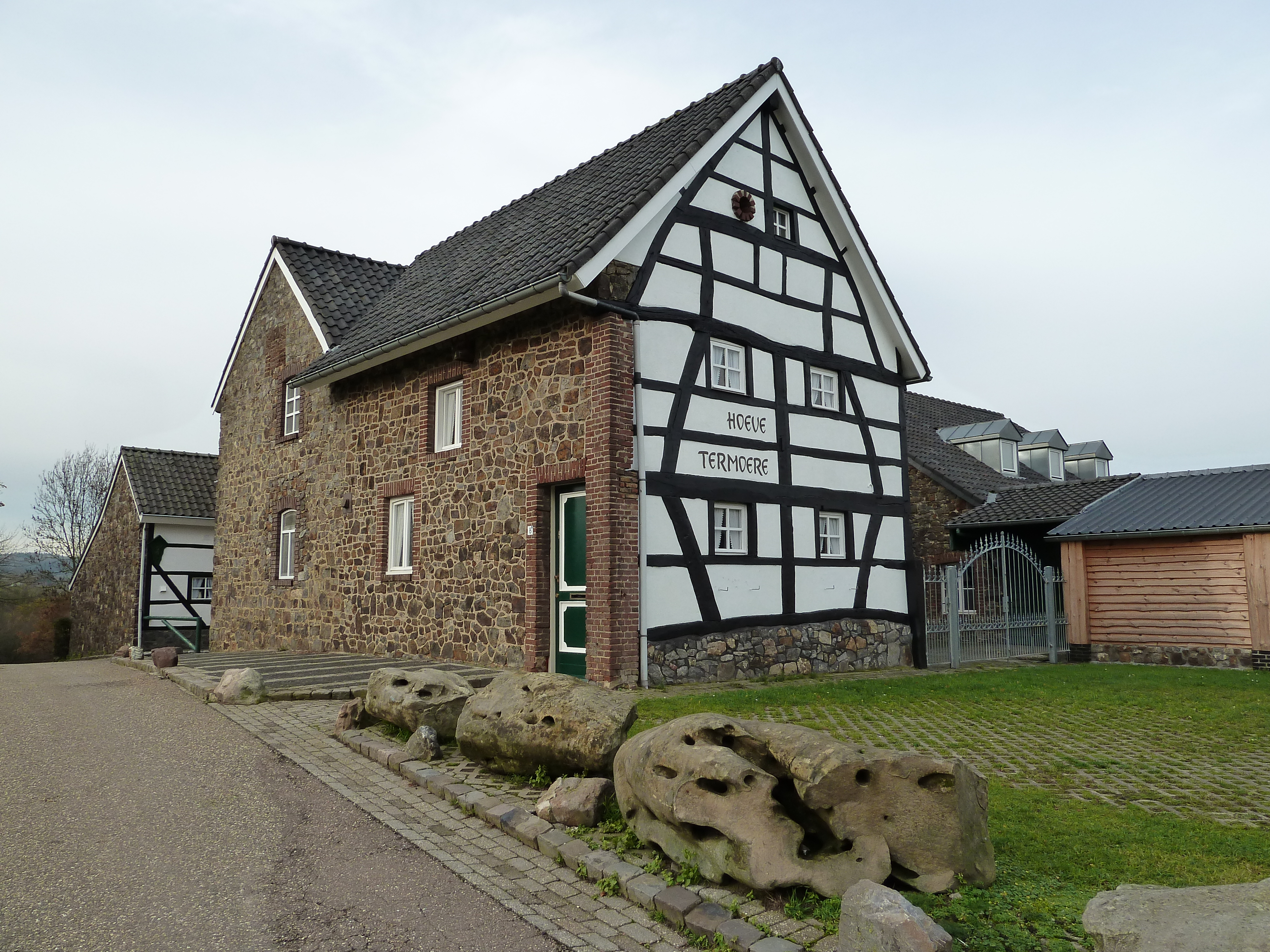
Hoeve Termoere

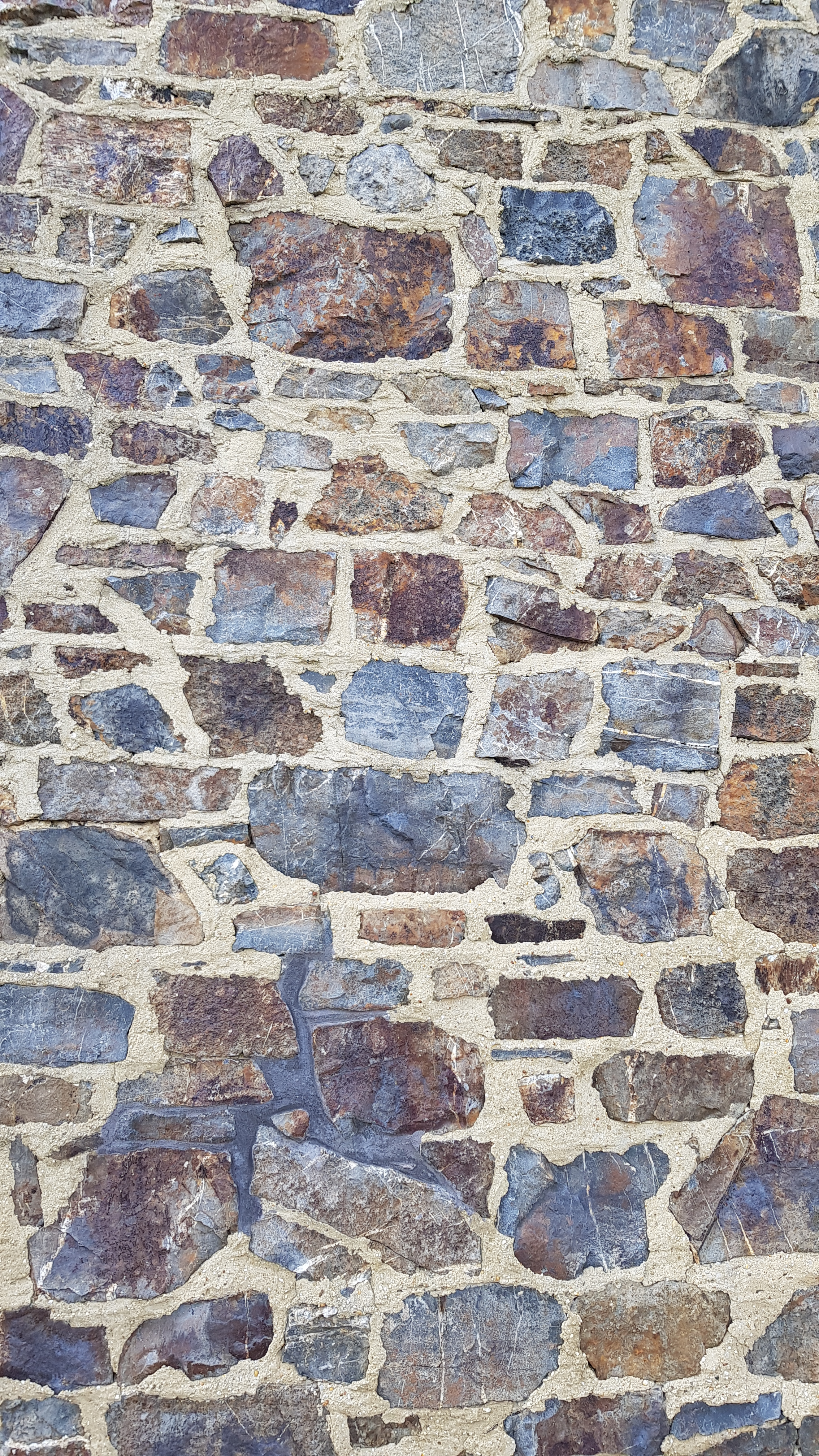
Kolenzandsteen in de muur van de Hoeve Termoere afkomstig uit de Cottessergroeve

De Hoeve Termoere of Hoeve Knops is een monumentale hoeve in Cottessen in Nederlands Zuid-Limburg in de gemeente Vaals. De hoeve staat in het Geuldal in de overgang naar het Plateau van Vijlen dat in het noordoosten omhoog rijst. De hoeve ligt op een uitloper van het plateau, met op ongeveer 100 meter ten noorden van de hoeve de Berversbergbeek, op ongeveer 350 meter naar het westen de Geul en op ongeveer 100 meter naar het zuiden de Cottesserbeek. Op ongeveer 80 meter naar het zuidwesten ligt de Cottessergroeve.
De hoeve is een rijksmonument en ligt in het gebied van Rijksbeschermd gezicht Camerig-Cottessen.
Op ongeveer 350 meter naar het noordwesten ligt de Hoeve Bellet en op ongeveer 400 meter naar het westen ligt de Hoeve Bervesj.

## Geschiedenis
In de 18e eeuw werd de hoeve gebouwd.
In 1967 werd de hoeve ingeschreven in het rijksmonumentenregister.

## Bouwwerk
De hoeve is opgetrokken in deels vakwerk en deels kolenzandsteen. De kolenzandsteen werd gewonnen in de nabijgelegen Cottessergroeve (en mogelijk andere groeves in de omgeving).